# Гурій (Апалько)
Архієпископ Гу́рій (Микола Петрович Апалько; 30 травня 1956, селище Льнозавод, Полоцький район, Вітебська область) — єпископ Російської православної церкви, архієпископ Новгородський та Лідський; керуючий справами Білоруського екзархата РПЦ.
Ректор Слонімського духовного училища РПЦ МП.

## Життєпис
1971 — вступив до Вітебського станко-інструментального технікуму, який закінчив 1975. Відтоді постійно ходив до храму, водночас працював на різних підприємствах міста Полоцьк. 1982 вступив до Московської духовної академії. 1984 — у братії Свято-Троїцько-Сергієвої Лаври РПЦ МП, наступного року пострижений з іменем Гурій. Направлений до Жировицького Свято-Успенського монастиря Мінської єпархії РПЦ.
1986 — скарбник монастиря, 1987 — благочинний монастиря. 1989—1990 — інспектор Мінської духовної семінарії.
4 березня 1990 — намісник Жировицького монастиря.

### У самостійній Біларусі
4 серпня 1996 — хіротонія на єпископа Новогрудського та Лідського Білоруського екзархату РПЦ. 25 лютого 2007 — архієпископ.
Залишається намісником Свято-Успенського Жировицького монастиря, у якому живе і регулярно здійснює богослужіння архієрейським чином.
Ректор Слонімського духовного училища, викладач аскетики Мінської духовної академії.
12 січня 2012 — призначений керуючим справами Білоруського екзархату із звільненням від посади голови Комісії з канонізації святих Білоруської православної церкви МП.
3 вересня 2012 — призначений ректором Мінських духовних академій та семінарії РПЦ.
5 липня 2013 — призначений головою новоствореної ради з теологічній освіті.

## Нагороди

### Церковні
- орден прп. Сергія Радонезького ІІІ ступеню;
- орден прп. Єфросинії Полоцької;
- орден св. кн. Ростислава Моравського Православної церкви Чеських земель та Словаччини.

### Громадянські
- премія Президента Республіки Білорусь "За духовне відродження-2011 (2012)[5]